# Городники
Городники — категория поземельно или лично зависимого от шляхтича или состоятельного сельского населения на Украине XIV—XIX вв. Городники владели собственными или пользовались чужими приусадебными участками (городами). Выполняли разные повинности в пользу шляхты, казацкой старшины, состоятельных казаков. Батрачили у богатых крестьян, купцов, чумаков, цеховых мастеров. В XVII—XVII вв. городники, подсоседки, захребетники и загородники чаще всего фигурируют не как разные группы, а как одна смешанная группа. После крестьянской реформы 1861 года большинство городников получило земельные участки в частную собственность без выкупа.